# Постфольклор
Постфолькло́р — неофициальная (в том числе «низовая», уличная) культура, словесность индустриального и постиндустриального общества, тексты, практики и артефакты которой существуют по законам фольклора, но не всегда связаны преемством с традиционным фольклором.
К постфольклору принадлежат такие явления культуры, как анекдот, городская песня и легенда, ряд «речевых жанров» (слухи, сплетни, молва), а также орнаментика и содержимое рукописных альбомов (солдатских, школьных, девичьих и т. п.), городское арго, тюремная поделка, граффити и татуировка, украшения и жесты, «посвятительные» ритуалы ряда категорий — уголовники, подростки, солдаты срочной службы, туристы, альпинисты и др.
Термин «постфольклор» ввёл в научный оборот профессор С. Ю. Неклюдов в 1995 году в статье «После фольклора», опубликованной в журнале «Живая старина» для обозначения жанров современной словесности, имеющих признаки архаичного устного фольклора, но при этом не подпадающих под его критерии полностью.
В отличие от фольклора архаических бесписьменных обществ и патриархальной крестьянской среды, постфольклор является фрагментированным согласно социальному, профессиональному, клановому, возрастному расслоению общества и не обладает единой мировоззренческой основой. Развиваются закрытые традиции, сформированных в рамках профессиональных и любительских объединений, уголовных кланов, неформальных молодёжных групп и т. д., что ведёт к появлению специфических субкультурных кодов и текстов. Некоторые из этих кодов впоследствии могут получать более широкое распространение, например, «блатная» песня.
В рамках постфольклора утрачивается ритуальное значение, которым обладали общественные и семейные торжества; происходит трансформация и упрощаение основных «переходных обрядов» (родильного, свадебного, похоронного); народная традиция теряет календарно-обрядовый фольклор. Архаические механизмы мифологизации пространства, которые существовавли в сельской среде, частично сохранили актуальность при осмыслении городской среды в её «вертикальном измерении» (мотивы, связанные с высотами и подземным пространством, чердачными и подвальными помещениями), при противопоставлении «центра» и «окраины» города, «старой» и «новых» частей городского пространства; одним из наиболее важных инструментов этого освоения стаоа неофициальная городская микротопонимика, обладающая свркй символикой, культурными и историческими ассоциациями.
Традиции постфольклора в целом сформировались не позднее второй половины XIX века в условиях интенсивной урбанизацивилизации, которую сопровождало развитие массовых, в том числе зрелищных, форм, возникновения новых средств их представления и распространения: начиная с фотографии и звукозаписи, позднее — кино и телевидение. Постфольклор находится в тесном взаимодействии с массовой культурой, с которой он обменивается темами, конструктивными приёмами, а также целыми текстами. В XX веке постфольклор вышел за рамки создавшей его городской среды и стал одной из областей общенациональной культуры. От постфольклора необходимо отличать тексты сетевых коммуникаций («интернетлор»), которые также имеют многие свойства устной традиции, включая воспроизведение в изменяемых копиях, частую утрату авторства, использование конкретного набора клише и др.